# Varchets
Varchets (en bulgare Вършец) est une ville du nord-ouest de la Bulgarie, dans l'oblast de Montana. C'est l'une des plus anciennes et des plus connues stations thermales du pays.

## Personnalités
- Latchezar Stantchev (1908-1992), poète
- Teodor Salparov (1982-), joueur de volley-ball